# Гаддам (Канзас)
Гаддам (англ. Haddam) — місто (англ. city) в США, в окрузі Вашингтон штату Канзас. Населення — 110 осіб (2020).

## Географія
Гаддам розташований за координатами 39°51′19″ пн. ш. 97°18′16″ зх. д. / 39.85528° пн. ш. 97.30444° зх. д. (39.855320, -97.304574).  За даними Бюро перепису населення США в 2010 році місто мало площу 0,90 км², уся площа — суходіл.

## Демографія
Згідно з переписом 2010 року, у місті мешкали 104 особи в 52 домогосподарствах у складі 29 родин. Густота населення становила 115 осіб/км².  Було 88 помешкань (97/км²).
Расовий склад населення:
| - 97,1 % — білих - 1,0 % — корінних американців |

До двох чи більше рас належало 1,9 %. Частка іспаномовних становила 1,0 % від усіх жителів.
За віковим діапазоном населення розподілялося таким чином: 17,3 % — особи молодші 18 років, 52,9 % — особи у віці 18—64 років, 29,8 % — особи у віці 65 років та старші. Медіана віку мешканця становила 52,8 року. На 100 осіб жіночої статі у місті припадало 79,3 чоловіків;  на 100 жінок у віці від 18 років та старших — 79,2 чоловіків також старших 18 років.
Середній дохід на одне домашнє господарство  становив 57 451 долар США (медіана — 30 625), а середній дохід на одну сім'ю — 85 386 доларів (медіана — 51 250). За межею бідності перебувало 7,8 % осіб, у тому числі 0,0 % дітей у віці до 18 років та 10,7 % осіб у віці 65 років та старших.
Цивільне працевлаштоване населення становило 29 осіб. Основні галузі зайнятості: сільське господарство, лісництво, риболовля — 27,6 %, освіта, охорона здоров'я та соціальна допомога — 20,7 %, роздрібна торгівля — 10,3 %, транспорт — 6,9 %.